# راينر بونهوف
راينر بونهوف (بالألمانية: Rainer Bonhof).
لاعب كرة قدم ألماني سابق ومدرب كرة قدم حالي، من مواليد 29 مارس 1952 في إيميريتش في ألمانيا.

## مسيرته الكروية
- بدأ مسيرته الكروية مع نادي بوروسيا مونشنغلادباخ في سنة 1970، ولعب معهم حتى سنة 1978 وشارك معهم في 231 مباراة وسجل 42 هدف.
- في سنة 1978 انتقل إلى نادي فالنسيا الإسباني، ولعب معهم حتى سنة 1980، وشارك معهم في 60 مباراة وسجل 10 أهداف.
- سنة 1980 انتقل إلى نادي كولن، ولعب معهم حتى سنة 1983، وشارك معهم في 74 مباراة وسجل 14 هدف.
- في سنة 1983 لعب مع نادي هيرتا برلين، وشارك معهم في 6 مباريات وسجل هدف واحد.
- لعب مع منتخب ألمانيا لكرة القدم منذ سنة 1972 وحتى سنة 1981، وشارك معهم في 53 مباراة وسجل 9 أهداف.

## مسيرته التدريبية
- بدأ مسيرته التدريبية مع رديف منتخب ألمانيا لكرة القدم منذ سنة 1990 وحتى سنة 1998.
- درب منتخب ألمانيا لكرة القدم تحت 21 عاماً في سنة 1998.
- في موسم 1998/1999 درب نادي بوروسيا مونشنغلادباخ.
- في موسم 2001/2002 درب نادي الكويت.
- في سنة 2002 درب منتخب أسكتلندا لكرة القدم تحت 21 عاماً حتى سنة 2005.

## روابط خارجية
- راينر بونهوف على موقع الاتحاد الدولي (مؤرشف)  (الإنجليزية)
- راينر بونهوف على موقع الاتحاد الأوربي (الإنجليزية)
- راينر بونهوف على موقع قاعدة بيانات كرة القدم.إي يو (الإنجليزية)
- راينر بونهوف على موقع بيانات كرة القدم. دي إي (الألمانية)
- راينر بونهوف على موقع ناشيونال فوتبول تيمز (الإنجليزية)
- راينر بونهوف على موقع عالم كرة القدم.نت (الإنجليزية)
- راينر بونهوف على موقع كووورة